# Joseph Jordania
Joseph Jordania (nacido como იოსებ ჟორდანია, el 12 de febrero de 1954 en Tiflis, República de Georgia) es un académico,  investigador, etnomusicólogo, musicólogo evolutivo y profesor australiano-georgiano. Es miembro honorario del Conservatorio de Música de Melbourne, Universidad de Melbourne y Jefe del Departamento de Relaciones Exteriores del Centro Internacional de Investigación en Polifonía Tradicional en el Conservatorio Estatal de Tblisi.
Es conocido por su modelo de los orígenes del canto coral humano en el amplio contexto de la evolución humana y fue uno de los fundadores del Centro Internacional de Investigación de Polifonía Tradicional en Georgia avalado por la Unesco. 

## Carrera profesional
Los intereses académicos de Jordania incluyen el estudio de la distribución mundial de las tradiciones polifónicas corales, los orígenes del canto coral, los orígenes del ritmo, los orígenes de la morfología y el comportamiento humanos, la prevalencia transcultural de la tartamudez, la dislexia y la adquisición del sistema fonológico en los niños, el estudio del umbral cognitivo entre las habilidades cognitivas en animales y humanos. Su principal experiencia es la música tradicional georgiana y caucásica y la polifonía vocal. Recibe la licenciatura en etnomusicología del Conservatorio Estatal de Tiflis en 1978.
Durante 1979-1983 es elegido presidente de la Junta de Jóvenes Creativos de esta misma ciudad. En 1982 logra el doctorado en musicología-etnomusicología por el Instituto Teatral de Tiflis y comienza a ejercer sucesivamente como profesor, profesor titular, profesor asistente y catedrático en el Departamento de Música Tradicional de Georgia en el Conservatorio Estatal de Tiflis. En 1984 será nombrado decano de la Facultad de Musicología. En 1991 recibió el título Doctor en Música por el prestigioso Conservatorio de Kiev. Desde 1988 hasta 1995, Jordania fue el director del Sector Musical del Centro de Estudios Mediterráneos de la Universidad Estatal de Tiflis.
Publica su primera monografía sobre polifonía coral en 1989. En 1984 jugó un papel decisivo en la organización de la conferencia Problemas de la polifonía popular. Esta conferencia se convirtió en el germen de la serie de conferencias internacionales bianuales (1984, 1986, 1988, 1998, 2000) y posteriores simposios (2002, 2004, 2006, 2010, 2012, 2014, 2016, 2018, 2020, 2022, 2024) sobre polifonía tradicional, que llevaron a la instauración del Centro Internacional de Investigación en Polifonía Tradicional en el Conservatorio Estatal de Tiflis a partir 2003 con el apoyo de la UNESCO. En reconocimiento a sus aportaciones ha recibido diversos galardones como el reconocido Fumio Koizumi Prize for Ethnomusicology por "sus contribuciones al análisis sistemático de las polifonías populares del mundo, proponiendo un nuevo modelo para los orígenes del canto vocal en el amplio contexto de la evolución humana".

## Distinciones
- Koizumi Prize for Ethnomusicology|Premio Fumio Koizumi de etnomusicología (2009)
- Centenary Medal Australia (2003)

### Libros
- Georgian Traditional Polyphony in the International Context of Polyphonic Culture (the Problem of Origins of Polyphony) Tbilisi State University Press (in Russian with English Summary. 1989.
- Who Asked the First Question? The Origins of Human Choral Singing, Intelligence, Language and Speech. Logos, 2006.
- Why do People Sing? Music in Human Evolution. Logos, 2011.
- Tigers, Lions and Humans: History of Rivalry, Conflict, Reverence and Love. Logos, 2014.
- Choral Singing in Human Culture and Evolution. Lambert Academic Publishers, 2015.
- Behind Jim Corbett's Stories: An Analytical Journey to 'Corbett's Places' and Unanswered Questions. With Priyvrat Gadhvi, Preetum Gheegawo, Manfred Waltl, and Fernando Quevedo de Oliveira. Logos, 2016.
- A New Model of Human Evolution: How Predators Shaped Human Morphology and Behaviour. Lambert Academic Publishers, 2017.
- Behind Jim Corbett's Stories: Volume 2. With Preetum Gheerawo, Manfred Waltl, Ali Akhtar, Priyvrat Gadhvi, Fernando Quevedo de Oliveira. Logos, 2020.
- The Human Story Behind Scientific Discovery. Logos, 2020.
- Essays on Evolution of Music, Future of Education, Human Morphology and Behavior. (ELIVA Press, 2024)

### Artículos y ensayos
- Jordania, J. "Original Forms of Harmony and Polyphony in Georgian Folk Songs". Musiikki. 1980,4: pp. 215–227 (in Finnish).
- Zhordania, J.Georgian Folk-Singing: Its Sources, Emergence and Modern Development. International Social Science Journal, Paris, UNESCO, 1984, volume 36, #3, Migration. pp.537–549. In English, French, Spanish, Arabian, Chinese, Russian).
- Jordania,J. Problem of Emergence of Three-Part Drone Polyphony in Georgian Folk Music In J. Jordania (Ed.), Problems of Traditional Plyphony. Pp. 21–24. Problems of Traditional Polyphony, 1985. Tbilisi: Sabchota Sakartvelo. (in Russian with English summary).
- Jordania, J. "Perspective of Comparative Study of Folk Polyphony". Sabchota Xelovneba. 1987,3: pp. 67–73.
- Jordania, J. Origins of Polyphony and the Problem of Geneses of Articulated Speech. En: J. Jordania (Ed.) Proceedings of the conference Problems of Traditional Polyphony. 1988, pp. 21–24. Tbilisi State University Press (In Russian with English summary).
- Jordania, J. (1988). "Folk Polyphony, Ethnogenesis and Race Genesis". Sovietskaia Etnografia (in Russian and English). 2: pp. 23–33.
- Jordania, J. (1989) Re-assessment of Musical Traditions of Ancient Middle Eastern Peoples: The Problem of Polyphony In I. Zemtsovsky (Ed.) Folk music: History and Typology. Pg. 75–80. Leningrad: Leningrad State Institute of Theatre, Music and Cinema Press (In Russian).
- Jordania, J. (1992) Problem of Indo-Europeans in the Light of Musical Data In Matsne, Bulletin of the Academy of Science of Georgia, Serial of History, Ethnography and Arts History, 3:42–55 (in Georgian with Russian summary).
- Jordania, J. (1997) Perspective of Interdisciplinary Research of Part-Singing Phenomenon In Christoph-Hellmut Mahling y Stephan Munch (Eds.) En: Ethnomusicology and Historical Musicology – Common Goals, Shared Methodologies?. pp. 211–216. Tutzing: Verlegt Bei Hans Schneider.
- Jordania, J. (2000) Question Intonation, Speech Pathologies, and the Origins of Polyphony In Rusudan Tsurtsumia (Ed.) Proceedings of the International Conference “Problems of Traditional Polyphony”, held in Tbilisi, Georgia, 10–15 November 1998. Pg. 143–155. Tbilisi State Conservatory (in Georgian with extended English Summary).
- Jordania, J. (2000) "Georgia" and "North Caucasia" In Timothy Rice, James Porter and Chris Goertzen (Eds) Garland Encyclopedia of World Music. Vol. 8 Europe. Pg. 826–849, and 850–865. New York: Garland Publishing, 2000.
- Jordania, J. (2001) The Incidence of Stuttering among Chinese: Preliminary Investigation In Speech, Language and Hearing Association News, volume 5, Issue 2, April–May, pg. 2–3, Singapore, 2001.
- Jordania, J. (2001) Moral Models and Ethics in the Study of the Origins of choral Polyphony In Rusudan Tsurtsumia (Ed.) Proceedings of the International Conference “Problems of Traditional Polyphony”, held in Tbilisi, Georgia, 10–15 November 1998.
- Reese, S. y Jordania, J. (2001). Stuttering in the Chinese Population in Some South-East Asian Countries: A Preliminary Investigation on Attitude and Incidence (American Speech Pathology Association online conference).
- Jordania, Joseph (2005) Interrogo Ergo Cogito: Responsorial Singing and the Origins of Human Intelligence (proceedings of the International Symposium on Traditional Polyphony, held in Tbilisi, Georgia in 2004). International Research Center for Traditional Polyphony of Tbilisi State Conservatory.
- Jordania, Joseph (2009). "Times to Fight and Times to Relax: Singing and Humming at the Beginnings of Human Evolutionary History". Kadmos. 1: 272–277.[1]
- Jordania, Joseph (2010). Music and Emotions: humming in Human Prehistory (proceedings of the International Symposium on Traditional Polyphony, held in Tbilisi, Georgia in 2008. International Research Center for Traditional Polyphony of Tbilisi State Conservatory.
- Jordania, J. (2010). Georgian Traditional Polyphony in Comparative Studies: History and Perspectives. In Rusudan Tsurtsumia & Joseph Jordania (Eds) Echoes from Georgia: Seventeen Arguments on Georgian Polyphony. Pg. 229–248. New York: Nova Science.
- Brown, Steven and Joseph Jordania. (2011). "Universals in the world’s musics". Psychology of Music. Published online on December 15th, 2011.
- Jordania, J. (2011). "Sexual Selection or Natural Selection?" Kadmos 3:400-411.
- Jordania, J. (2012). "Social Factor in Traditional Polyphony: Definition, Creation, and Performance". In: Ignazio Macchiarella (Ed.), Multipart music: A specific mode of musical thinking, expressive behaviour and sound. Materials of the ICTM Polyphony Study Group conference, held in Sardinia, Italy, in 2010. Pg: 163-175 Nota, Udine (ISBN 9788861630925).
- Jordania, J. (2015) "New Interdisciplinary Approach to the Study of the Origins of Traditional Polyphony". Musicology: Journal of the Institute of Musicology of SASA (Serbian Academy of Science and Arts), Vol 18, Belgrade, Pg. 77-9.
- Jordania, J. (2020). "Distribution of Singing in Arboreal and Terrestrial Species, with Implications for the Origins of Singing Behavior among Humans" Academia Letters 2020.
- Jordania, J. (2021). "Can there be an Alternative Evolutionary Reason Behind the Peacock's Impressive Train?" Academia Letters, September, 2021".
- Jordania J. (2024) "Music as aposematic signal: predator defense strategies in early human evolution". Front Psychol. Jan 16;14:1271854. doi: 10.3389/fpsyg.2023.1271854.